# Interruzione del processo
L'interruzione del processo è un istituto del diritto processuale civile italiano, disciplinata dagli art. 299 e ss. del c.p.c., che riguarda l'arresto del processo nelle ipotesi in cui si verifichi un evento in grado di impedire il pieno realizzarsi del contraddittorio. Quest'ultimo è tutelato dalla Costituzione si sensi dell'art. 111.

## Profili generali
Gli eventi che causano l'interruzione incidono sulla partecipazione al processo delle parti, dei loro rappresentanti o dei loro procuratori legali. Si suole comprendere tre filoni:
- morte della parte o della sua perdita della capacità di stare in giudizio per interdizione, inabilitazione o fallimento.
- morte, perdita della capacità del rappresentante legale o cessazione di tale rappresentanza.
- morte, radiazione dall'albo o sospensione del procuratore.

Gli art. 299 e 300 c.p.c. prevedono una disciplina diversificata a seconda del momento in cui si verifica l'evento interruttivo. In particolare:
- se essa avviene prima della costituzione in cancelleria o della prima udienza, una parte o il suo rappresentante legale muore o perde la capacità di stare in giudizio o cessa la rappresentanza legale, il processo è interrotto dal giorno dell'evento. In quest'ipotesi l'interruzione può essere evitata se i successori delle parti si costituiscono volontariamente o la parte non colpita dall'evento cita in riassunzione i successori delle parti colpite dall'evento.

- se l'evento interruttivo si verifica dopo la costituzione in giudizio, l'art 300 prevede che:[4]

- - l'interruzione si verifica automaticamente se la parte si è costituita personalmente
  - dalla comunicazione dell'ufficiale giudiziario preposto alla notifica, se la parte è contumace;
  - dalla dichiarazione del procuratore in udienza se la parte si è costituita per mezzo del procuratore.

L'art 301 prevede che se l'evento riguarda il procuratore, il processo è interrotto dal momento in cui si verifica, senza necessità di dichiarazioni o notifiche. Tuttavia, se tali eventi si producono dopo la chiusura della discussione dinanzi al collegio non producono nessun effetto se non nel caso di riapertura della fase istruttoria.
Gli effetti di tale interruzione sono gli stessi di quelli previsti per la sospensione (infatti l'art. 304 ne fa espresso rinvio):
- non può essere compiuto nessun atto del processo;
- interruzione dei termini in corso, i quali inizieranno a riprendere dalla udienza fissata per la prosecuzione o riassunzione.

## Ripresa del processo
Se la parte che ha subito l'evento interruttivo intende proseguire il processo deve costituirsi in cancelleria (ex 166) o costituirsi in udienza. Se l'udienza non è fissata deve presentare ricorso al giudice istruttore o, in mancanza, al presidente del tribunale. Sul ricorso il giudice appone decreto con la data dell'udienza che vengono poi notificati alle altre parti concorrenti.
Se non si verifica la prosecuzione, è l'altra parte che può procedere alla "riassunzione": infatti, può chiedere al giudice istruttore (o al presidente del tribunale) la fissazione dell'udienza. A cura dell'istante ricorso e decreto vengono notificati a coloro che debbono costituirsi per proseguirlo. In questo caso se la parte cui spetta costituirsi per proseguire non compare verrà dichiarata la contumacia.
Ex art 305 c.p.c. il processo deve essere proseguito o riassunto nel termine perentorio di 3 mesi altrimenti si estingue. Tuttavia, qualora l'interruzione dipendesse dalla morte, la notificazione può essere eseguita entro un anno dalla morte impersonalmente e collettivamente agli eredi nell'ultimo domicilio del defunto.